# Bijelo dugme
Bijelo dugme (srbskou cyrilicí Бијело дугме) je nejznámější rockovou skupinou bývalé Jugoslávie. Stejně jako řada dalších úspěšných kapel původem ze SFRJ, i Bijelo dugme vzniklo v Sarajevu, a to v roce 1973. Skupina byla aktivní v zlaté éře jugoslávské populární hudby; byla symbolem svojí doby. Název kapely v překladu znamená Bílý knoflík.
Skupina v letech 1973–1989 vydala celkem devět alb. Původně vystupovala pod názvem Jutro (Ráno), jméno Bijelo dugme přijala 1. ledna 1974. Jediným členem, který ve skupině zůstal od začátku do konce byl kytarista Goran Bregović, na postu frontmana se vystřídalo více zpěváků; Željko Bebek, Mladen Vojičić Tifa, nebo Alen Islamović. Do skupiny přišli a zase odešli basisté Zoran Redžić, Jadranko Stanković, Sanin Karić a Ljubiša Racić, bubeníci Goran Ivandić, Milić Vukašinović a Dragan Jankelić a klávesisté Vlado Pravdić a Laza Ristovski.
Skupina se rozpadla kvůli válce při rozpadu Jugoslávie. Její členové společně vystoupili až v roce 2005 v Sarajevu, Záhřebu a Bělehradu.

## Diskografie
1. Kad bi' bio Bijelo dugme (1974)
2. Šta bi dao da si na mom mjestu (1975)
3. Eto! Baš hoću! (1976)
4. Bitanga i princeza (1979)
5. Doživjeti stotu (1980)
6. Uspavanka za Radmilu M. (1983)
7. Kosovska djevojka (1984)
8. Pljuni i zapjevaj moja Jugoslavijo (1986)
9. Ćiribiribela (1988)